# Hackintosh

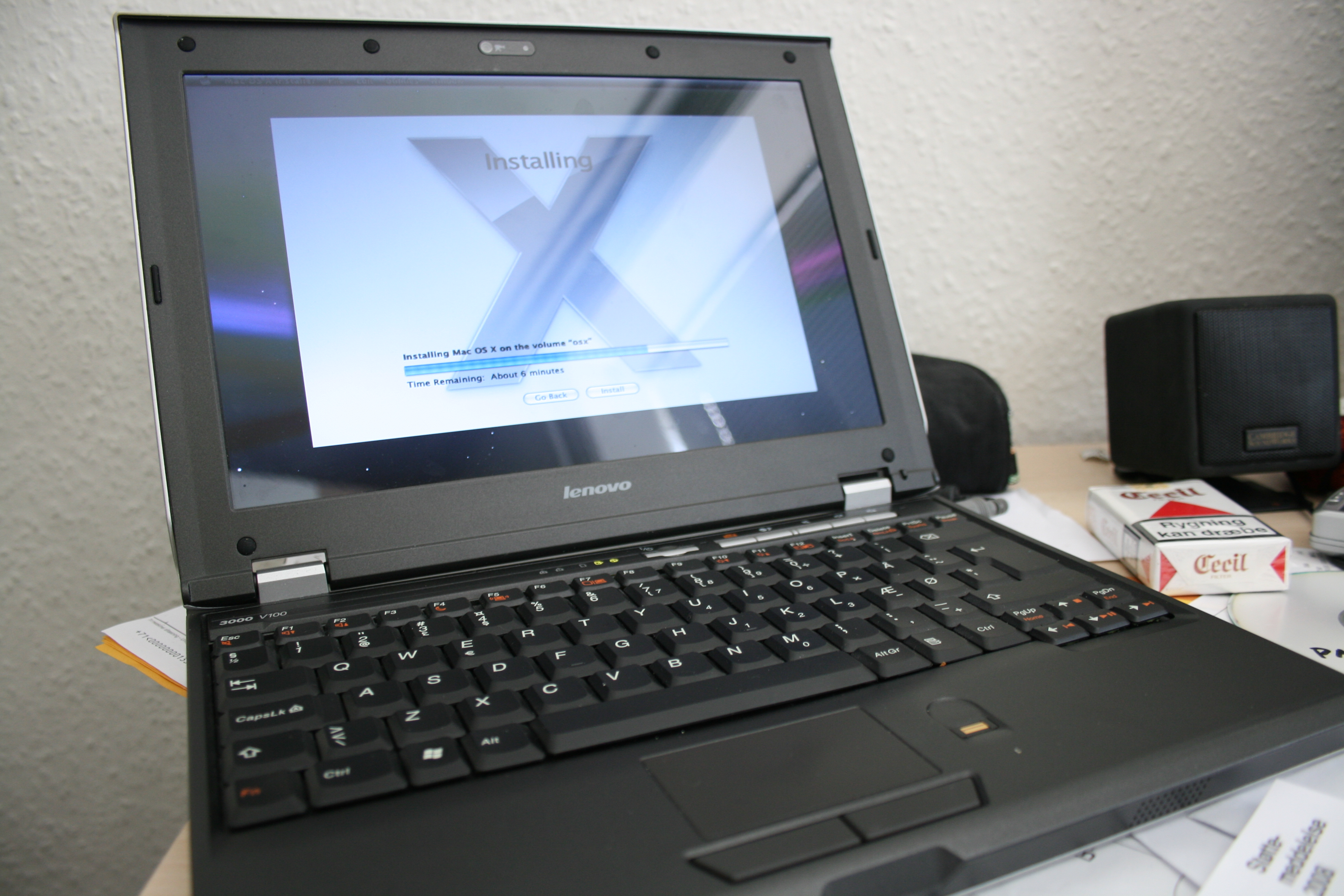
Mac OS X v10.5 instal·lant-se en un ordinador portàtil Lenovo 3000 v100.

Es coneix com a Hackintosh a qualsevol màquina no fabricada per Apple capaç d'executar el sistema operatiu de les computadores Macintosh: Mac OS. Un Hackintosh és un Mac clònic, però no tots els Mac clònics són Hackintosh, ja que fins a 1997 Apple permetia la instal·lació del seu sistema en aquest tipus d'equips (per a més informació, veure Clons de Macintosh de l'article Mac OS).
Inicialment, van ser usuaris independents els que ho instal·laven en els seus ordinadors. Es denominava Hackintosh al PC que executava Mac OS X mitjançant els hacks del projecte OSx86, ja que l'únic mètode per aconseguir-ho era hackejant el sistema.
En l'actualitat, hi ha nous mètodes per al mateix propòsit i el significat d'aquesta paraula s'ha estès a com ho coneixem avui, a més que és possible la seva instal·lació en màquines virtuals.
Han sorgit empreses que es dediquen a la venda de PCs amb Mac OS X preinstal·lat. Encara venen cada equip amb la seva respectiva llicència del sistema, aquesta pràctica viola els termes d'ús del sistema operatiu d'Apple, en la restrictiva EULA hi consta que únicament es pot instal·lar el programari en ordinadors Macintosh originals. No obstant això, n'EULA se sustenta en lleis nord-americanes inexistents en la majoria de països.
Aquestes empreses, també ofereixen engegades duals (Mac OS X + Windows, per exemple).

## Empreses
- Bizon Computers (Rússia)
- PearC (Alemanya)
- PearC.Iberia (Espanya)
- PC-CHOLLOS.COM (Espanya)
- Psystar (Estats Units)
- Quo Computer (Estats Units)
- OpenPro (Argentina)